# Andresen-Insel
Die Andresen-Insel (französisch Île Andresen, englisch Andresen Island, spanisch Isla Andresen) ist eine 3 km lange und über 610 m hoch aufragende Insel vor der Loubet-Küste des Grahamlands auf der Antarktischen Halbinsel. Sie liegt inmitten der Einfahrt zum Lallemand-Fjord.
Entdeckt wurde sie bei der Fünften Französischen Antarktisexpedition (1908–1910). Der Expeditionsleiter Jean-Baptiste Charcot benannte sie nach dem Norweger Adolf Amandus Andresen (1872–1940), Geschäftsführer der Walfanggesellschaft Sociedad Ballenera de Magallanes im chilenischen Punta Arenas, welcher der Forschungsreise Kohle auf Deception Island zur Verfügung stellte.